# شبح اپرا (فیلم ۱۹۴۳)
شبح اپرا (انگلیسی: Phantom of the Opera) یک فیلم ترسناک و موزیکال به کارگردانی آرتور لوبین است که در سال ۱۹۴۳ منتشر شد و اقتباسی آزاد از رمان مشهورِ شبح اپرا اثر گاستون لورو است.
این فیلم که به روش تکنی کالر فیلم‌برداری شده، بازسازی یک فیلم قدیمی به همین نام (به کارگردانی روپرت جولیان، محصول ۱۹۲۵) است.

## بازیگران
- نلسون ادی
- کلود رینس
- سوزانا فاستر
- لئو کریلو
- هیوم کرونین
- جیمز میچل
- فرانک پولیا
- مایلز مندر
- اشتفن گری
- باربارا اورست
- سیریل دلاونتی
- جی. ادوارد برومبرگ
- فریتس فلد
- ادگار باریر
- فریتس لایبر
- بل میچل

## موسیقی
«ادوارد وارد» موسیقی متن فیلم را ساخت که مشتمل بر سکانس‌های اپرایی بلند و بخش‌هایی موزیکال فراوان است. یکی از انتقادهای بعمل آمده از فیلم هم آن است که، سبک فیلم بیشتر موزیکال شده است تا فیلم ترسناک. برای صحنه‌های اپرایی، «ادوارد وارد» از «سمفونی شماره ۴» چایکوفسکی و نیز آثاری از فردریک شوپن اقتباس نموده است. او همچنین آهنگی به نام «لالایی ناقوس‌ها» ساخت که در صحنهٔ کنسرتو پیانوی «اریک» (شبح) شنیده می‌شود.
پایگاه اینترنتی راتن تومیتوز بر اساس نظرِ ۱۸ منتقد سینما، به این فیلم نمرهٔ نسبی ۷۲٪ را داده است.

## جوایز
این فیلم نامزد دریافت ۴ جایزه اسکار بود که در ۲ رشته برنده شد:
- برندهٔ «جایزه اسکار بهترین کارگردانی هنری»
- برندهٔ «جایزه اسکار بهترین فیلمبرداری» (رنگی)
- نامزد دریافت «بهترین موسیقی متن»
- نامزد دریافت «بهترین ضبط صدا»